# Doppelrahmen-Peilanlage P-711
Die Doppelrahmen-Peilanlage P-711 ist eine Kurzwellen-Funkpeilanlage, die in den Jahren 1949 bis 1970 bei der Schweizer Armee in Funkerkompanien eingesetzt wurde. P-711 wurde zur Peilung von Bodensendern auf größere Distanz verwendet. Sie konnte sowohl mobil (auf Fahrzeugen montiert) als auch stationär betrieben werden.
Die Schweizer Armee setzte im Ortungsfunkdienst insgesamt fünf P-711 ein, davon waren zwei Anlagen mobil und drei ortsfest in so genannten Peilhütten. Lieferant war die Schweizerfirma Hasler Bern (Marconi-Vertretung für die Schweiz).

## Technische Daten
- Entwicklung und Hersteller: Marconi Wireless Telegraph Co. Ltd., Chelmsford. Marconi-Werksbezeichnung:DFg 29
- Betriebsarten: Rundempfang, Peilempfang, Seitenbestimmung
- Frequenzbereich: 2,5–12 MHz (Kurzwelle)
- Frequenzwahl: durchstimmbar in 3 Bereichen
- Modulationsart:
  - A1A Morsen, tonlos, Trägertastung
  - A2A Morsen, amplitudenmodulierter Hilfsträger
  - A3E Sprechen, amplitudenmodulierter Träger
- Röhrenbestückung: U 52, STv 280/40, 5 × EF 50, 3 × KTW 63, DH 63, L 63
- Antenne: Rahmenantenne mit 2 Antennenschlaufen (Doppel-Loop-Antenne), je 27,8 dm², im Abstand von 2,43 m zueinander
- Empfängerprinzip: Superhet HF, Mixer, Oszi, 2 × ZF, BFO, Demodulator NF
- Zwischenfrequenz: 465 kHz mit Spulenfilter
- Trennschärfe:	±3 kHz bei −6 dB
- Speisung: Netzspannung 220 V 50 Hz, Akkumulator 6 V (mit Umformer) alternativ:  Stromaggregat
- Abmessungen:  (BHT) 550 mm × 350 mm × 700 mm
- Gewicht: 60 kg kompl. Einheit mit Empfänger, Antennenantrieb und Peilskala zuzüglich 16 kg der Antennenanlage

## Quelle
- Hasler AG: Bedienungsanleitung Doppelrahmen-Peilanlage, 1950